# Boremeț, Mlîniv
Boremeț (în ucraineană Боремець) este un sat în comuna Iaroslavîci din raionul Mlîniv, regiunea Rivne, Ucraina.

## Demografie
Componența lingvistică a localității Boremeț
     Ucraineană (98,86%)
     Rusă (1,14%)
Conform recensământului din 2001, majoritatea populației localității Boremeț era vorbitoare de ucraineană (98,86%), existând în minoritate și vorbitori de rusă (1,14%).